# يحيى عدل
يحيى عدل(بالفارسية: یحیی عدل) ، (1908 - 3 فبراير 2003)  هو جراح إيراني بارز. تم تكريمه كونه أب الجراحة الحديثة في إيران  